# Cavanac
Cavanac é uma comuna francesa na região administrativa de Occitânia, no departamento de Aude. Estende-se por uma área de 8,96 km². Em 2010 a comuna tinha 978 habitantes (densidade: 109,2 hab./km²).